# Gabriel Pareyon

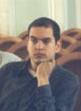
Gabriel Pareyon

Gabriel Pareyon (Zapopan, 23 oktober 1974) is een Mexicaans componist en musicoloog.
Hij studeerde aan de Componistenworkshop van het Nationaal Conservatorium van Muziek, Mexico-Stad (1995-98), en hij ontving een Mastersgraad in componeren aan het Koninklijk Conservatorium te Den Haag, waar hij samen met Clarence Barlow en Martijn Padding studeerde. Op dit moment volgt Pareyon een doctoraal onderzoeksproject over cognitie, taal en muziek, aan de Universiteit van Helsinki.
In 2006 won hij de eerste prijs in de Wereld-Saxofooncompetitie te Bangkok. Al eerder ontving hij de titel van Laureaat tijdens de Internationale Tsjaikovski Conservatorium Componistencompetitie (Moskou, 2003). In 2001 ontving hij de internationale Andrzej Panufnik-prijs (Krakau). Pareyons oeuvre bevat werken voor solisten en ensembles, koor, symfonieorkest, opera en muziektheater.

## Theoretische werken
- Aspects of Order in Language and in Music, Koninklijk Conservatorium, Den Haag, 2004.